# Fosdinovo
Fosdinovo és un comune (municipi) de la província de Massa i Carrara, a la regió italiana de la Toscana, situat a uns 110 quilòmetres al nord-oest de Florència i a uns 15 quilòmetres al nord-oest de Massa, a la Lunigiana. A 1 de gener de 2019 la seva població era de 4.702 habitants.
Fosdinovo limita amb els següents municipis: Aulla, Carrara, Castelnuovo Magra, Fivizzano, Ortonovo i Sarzana.

## Llocs d'interès
A la ciutat hi ha un castell medieval de la família Malaspina, governants del ducat de Massa.
Prop del castell hi ha l'església de San Remigio, construïda al segle xiii pels bisbes de Luni. L'església barroca conté la tomba de marbre de Galeotto Malaspina.
L'Oratorio della Compagnia dei Bianchi va ser construït al segle xvi i presenta una façana de marbre blanc donada per Pasquale Malaspina el 1666.

## Festes
És la seu del Festival Medieval de Fosdinovo (al juliol) i del Festival Forza del Sorriso (Força del Somriure) (el quart cap de setmana d'agost).